# 차풀테펙성
차풀테펙성(스페인어: Castillo de Chapultepec; 영어: Castle of Chapultepec)은 멕시코의 수도 멕시코시티에 있는 성으로서 차풀테펙 공원의 언덕 꼭대기에 자리하고 있다. 성은 이제껏 멕시코의 역사 가운데 중요한 일에 빠지지 않고 등장했을 만큼 유서깊은 곳이다. 식민시대와 독립 이후에 이르기까지 다양한 용도로 변모해오다 지금에 와서는 멕시코 국립 역사박물관으로 쓰이고 있다. 북아메리카에서는 식민 시대 군주가 거주했던 유일한 성으로 남아 있다.

## 식민 시기
1785년 비세로이 베르나도 데 칼베스(Viceroy Bernardo de Gálvez)가 성의 건설을 명하였다. 당시 스페인 군의 중사로 있던 프란시스코 밤비테이가 건축 설계도를 작성하였고 여러 기술자와 함께 1785년 8월 16일 차풀테펙 성의 공사가 시작되었다.
밤비테이가 아바나로 떠나게 되자 마누엘 아쿠스틴 마스카로라는 당시 대위가 건설 주도권을 인계받고 엄청난 속도로 건설 진행을 이룬다. 그는 공사 도중 건축을 빌미로 삼아 스페인 왕가에 대항하려 했다는 명목으로 고발당한다. 그가 1786년 11월 8일 급작스럽게 죽자 그를 독살한 것이 아닌가 하는 주장이 물밀듯이 거세진다. 그러나 어떤 증거도 발견되지 않고 그의 죽음으로 끝난다.
담당할 기술자가 없었기에 스페인에서는 건물을 처분해버릴 것을 권고한다. 매입할 사람이 나타나지 않자 비세로이가 건물에 스페인 신대륙 전용 문서 보관소로 쓸 것을 청한다. 그러나 이는 받아들여지지 못한다.
알렉산더 본 험볼트(Alexander von Humboldt)는 성을 1803년 방문하고 무방비한 관리를 책망한다. 훗날 1806년 멕시코시티가 전격적으로 성을 매입하였다.

## 독립
차풀테펙 성은 멕시코 독립 전쟁(1810 – 1821) 도중 버려졌고 1833년까지 누구도 살지 않았다. 33년도에 군사 학교로 결정되면서 건물의 부분 보수가 이뤄지고 망루가 생긴다. 현재 이 망루는 카바예로 알토(Caballero Alto), 즉 "키가 큰 기사"라고 불린다.
1847년 9월 13일, 차풀테펙의 소년 영웅들(Niños Héroes)이 멕시코와 미국 전쟁 도중 성곽을 방어하다 사망하였다. 그들의 죽음 이후 업적을 기리는 그림이 성 내부의 천정에 그려졌다.
대통령 미겔 미라몬 대에 와서 2층에 여러 방이 증축되었다.

## 2대 멕시코 제국
1864년 초대 황제였던 막시밀리아노 1세와 그의 황후였던 카를로타가 성을 제국의 공식 관저로 격상하면서 현대적인 윤곽으로 차풀테펙 성이 탈바꿈한다. 황제는 수많은 유럽과 자국 출신의 건축가를 포섭하는 한편 신고전주의적인 건설 양식을 명한다. 거주하기에 더 편리하게 하고 아름다움을 더하려는 목적이었다. 정원과 지붕의 보수 뿐 아니라 유럽에서 수많은 가구를 들여와 그 당시 때부터 성 내부에 진귀한 예술 작품도 진열되게 되었다.
황제 당시에도 성은 멕시코시티의 외부에 있어 교통이 불편했다. 이에 도시 중앙과 성을 연결하는 도로 공사가 시작된다. 이름은 "파세오 데 라 엠퍼라트리스"(Paseo de la Emperatriz)로서 황제의 산책로라는 뜻이다. 1867년 공화국으로 복고되면서 베니토 후아레스 대통령이 전쟁이 끝나고 "파세오 데 라 레포르마"(개혁의 길)로 개칭한다.

## 근대
1867년 2번째 멕시코 제국이 멸망하자 성은 거의 버려지다시피 한다. 10년이 지나서야 천문기상관측소를 제정토록 하는 법령이 통과되고 1878년에야 개관한다. 그러나 5년이 지나서 원래의 장소로 반환된다. 이에 군사 학교로 쓸 수 있는 계기가 다시금 마련된다.
1882년부터 궁전의 내부 공부사 시작되었다. 당대에 집권을 하던 포르피리오 디아스 대통령을 시작으로 수많은 후대 대통령이 성을 자신의 공식 관저로 사용하였다.
마침내 1939년 2월 3일, 라사로 카르데나스 대통령이 차풀테펙 성을 국립 역사박물관으로 쓰도록 하는 법안을 발의한다. 원래는 다른 곳에 있던 국립인류학/역사/민족학 박물관의 유물을 함께 전시하는 것이었다. 1944년 9월 27일, 차풀테펙 성은 멕시코 국립역사박물관으로 개관한다.
1996년 차풀테펙 성은 리어나도 디캐프리오가 열연하였던 《로미오와 줄리엣》(Romeo + Juliet)의 배경이 된 것으로 유명하다.

## 같이 보기
- 성 목록